# Фукуйський університет
Фукуйський університет (яп. 福井大学, ふくいだいがく; англ. University of Fukui) — державний університет у Японії. Розташований за адресою: префектура Фукуй, місто Фукуй, квартал Бункьо 3-9-1. Відкритий у 1949 році. Скорочена назва — Фу́ку-дай (яп. 福大, ふくだい).

## Факультети
- Педагогічно-краєзнавчий факультет (яп. 教育地域科学部)
- Медичний факультет (яп. 医学部)
- Інженерно-технічний факультет (яп. 工学部)

## Аспірантура
- Педагогічна аспірантура (яп. 教育学研究科)
- Аспірантура медичних наук (яп. 医学系研究科)
- Інженерно-технічна аспірантура (яп. 工学研究科)